# غافين مورغان
غافين مورغان هو لاعب هوكي الجليد كندي، ولد في 9 يوليو 1976 في سكاربورو، تورنتو في كندا.

## وصلات خارجية
- غافين مورغان على موقع دوري الهوكي الوطني (الإنجليزية)
- غافين مورغان على موقع EliteProspects.com (الإنجليزية)
- غافين مورغان على موقع HockeyDB.com (الإنجليزية)
- غافين مورغان على موقع Hockey-Reference.com (الإنجليزية)